# جان هيل (ممثلة أمريكية)
جان هيل (بالإنجليزية: Jean Hill)‏ هي مُدرسة وعارضة وممثلة أمريكية، ولدت في 15 نوفمبر 1946 في بالتيمور في الولايات المتحدة، وتوفيت في 21 أغسطس 2013.

## وصلات خارجية
- جان هيل على موقع IMDb (الإنجليزية)
- جان هيل على موقع قاعدة بيانات الفيلم (الإنجليزية)